# 棕尾鵟

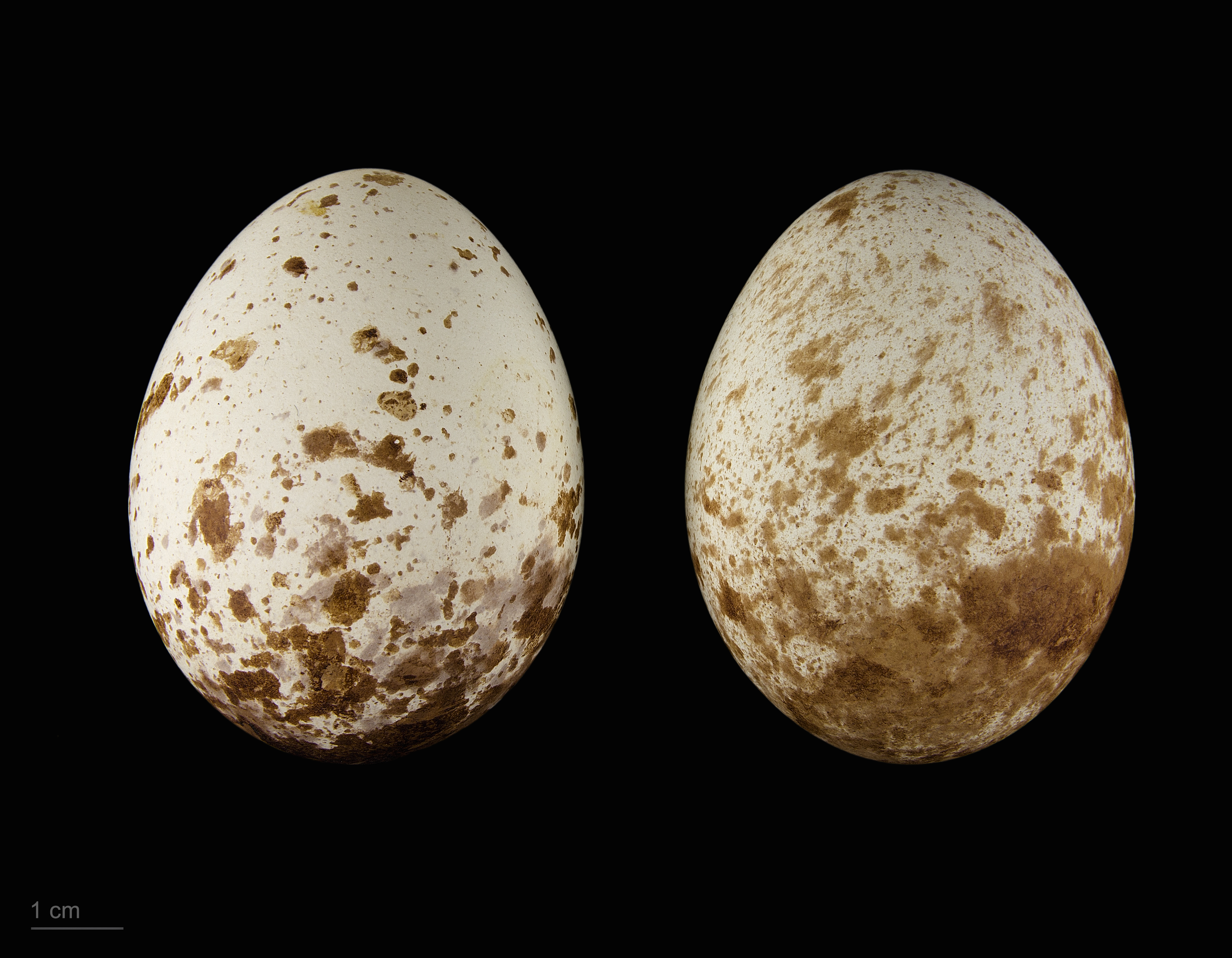
卵 Buteo rufinus cirtensis

棕尾鵟（学名：Buteo rufinus）为鹰科鵟属的鸟类。多栖息于开阔的平原和草原。该物种的模式产地在苏丹。

## 保护
- 中国国家重点保护动物等级：二级

## 亚种
- 棕尾鵟指名亚种（学名：Buteo rufinus rufinus）。在中国大陆，分布于新疆、甘肃、云南、西藏等地。[2]